# میلشکی
میلشکی (به لاتین: Mieleszki) یک روستا در لهستان است که در گمینا گرودک واقع شده است.